# William Bertram Turrill
Sir Professor William Bertram Turrill (Oxfordshire, 14 de junho de 1890 - Surrey, 15 de dezembro de 1961) foi um botânico inglês.

## Algumas publicações
- 1929. The Plant-life of the Balkan Peninsula
- Milne-Redh.|Milne-Redhead, EW; W Turrill. 1952. Ranunculaceae. Ed. Crown Agents

### Livros
- 1980. Studies in the genus Fritillaria (Liliaceae) (Hooker's Icones plantarum). Ed. Bentham-Moxon Trust. 280 pp.
- 1948. British plant life. Ed. Collins. 315 pp. Reimpreso 2008, 336 pp. ISBN 000727856X
- 1964. Vistas in botany : recent researches in plant taxonomy (International series of monographs on pure and applied biology). Ed. Pergamon Press. 314 pp.
- 1963. Joseph Dalton Hooker: Botanist, explorer, & administrator. Ed. Scientific Book Club. 228 pp.
- 1959. The Royal Botanic Gardens, Kew, past & present. Ed. Jenkins. 256 pp.
- 1959. Vistas in botany: A volume in honour of the bicentenary of the Royal Botanic Gardens Kew (Int. series of monographs on pure & applied biol., bot. division; vol.2). Ed. Pergamon. 547 pp.
- 1959. Vistas in Botany: Twenty Arts. & Reviews v. 1. Ed. Elsevier. 547 pp.
- 1956. Caryophyllaceae (Flora of tropical East Africa). Ed. Secr. State for the Colonies × the Crown Agents for Oversea Gov. 38 pp.
- 1953. Pioneer plant geography: The phytogeographical researches of Sir Joseph Dalton Hooker (Lotsya, a biological miscellany). Ed. Nijhoff. 267 pp.
- 1952.  Oleaceae (Flora of tropical East Africa). Ed. Secr. State for the Colonies × the Crown Agents for Oversea Gov. 32 pp.